# Albanus Psalter

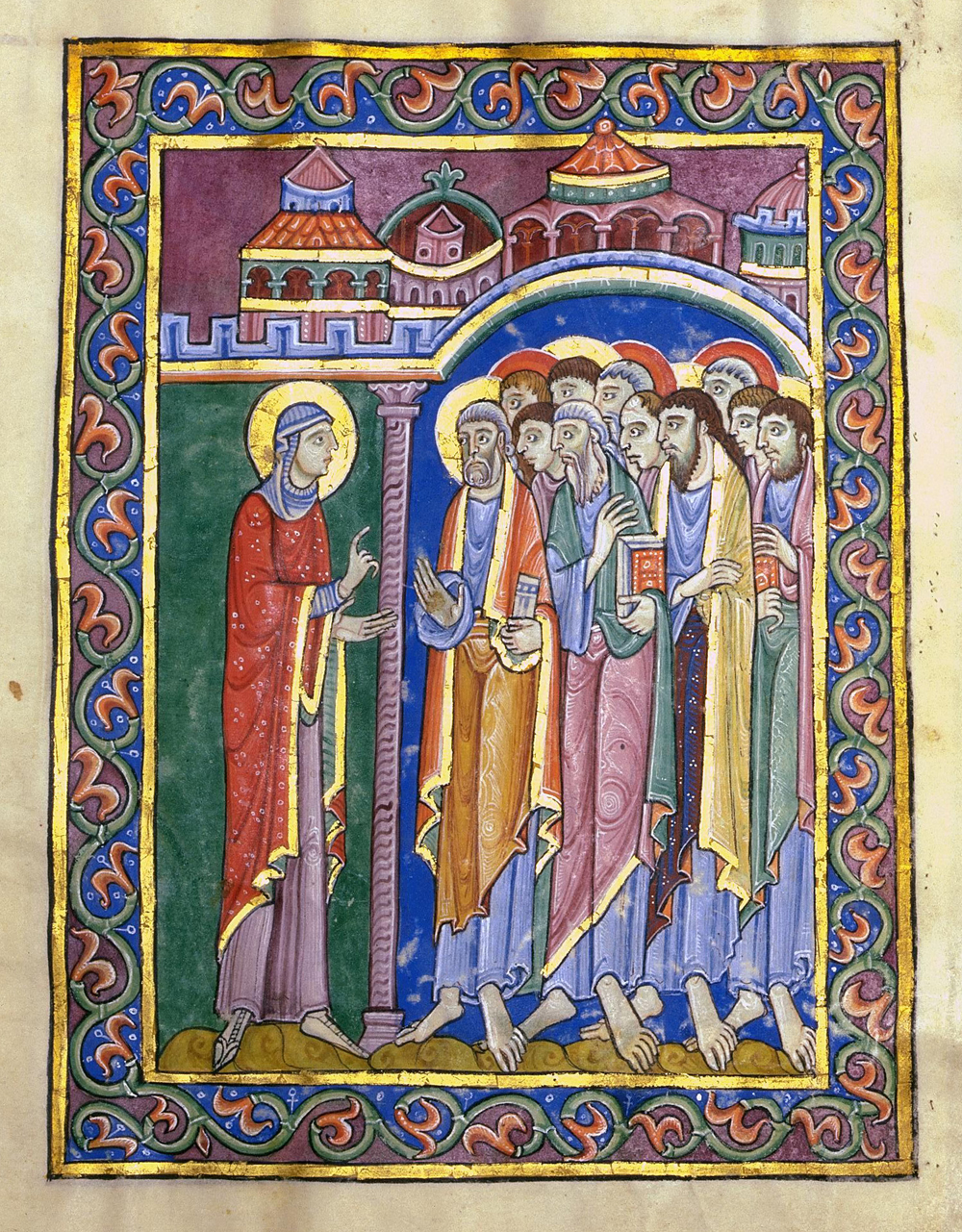
Maria Magdalena verkondigt de verrijzenis van Christus aan de apostelen. Deze miniatuur wordt beschouwd als één van de oudste voorbeelden van de Apostolorum apostola (apostel der apostelen)

Het Albanus Psalter (St Albans Psalter in de literatuur) ook Albani Psalter of Psalter van Christina van Markyate genoemd is een verlucht handschrift gemaakt in de twaalfde eeuw in de abdij van Sint-Albanus in Hertfordshire in Engeland. Het is een van de psalters die werden gemaakt in de abdij en qua vorm is het een psalter voor de privé-devotie, dus geen psalter voor gebruik in het klooster bij de officies.
Het manuscript is eigendom van de parochie "Zum Heiligen Kreuz" in Hildesheim en wordt daar bewaard in de Dombibliothek van Hildesheim. Een los blad van het manuscript wordt bewaard in het Schnütgen Museum in Keulen.
Het handschrift wordt algemeen erkend als een van de belangrijkste boeken die zijn overgeleverd uit de romaanse periode in Engeland. Het  manuscript werd bijzonder rijkelijk verlucht en bevat onder meer een cyclus van veertig volbladminiaturen met illustraties van het Nieuwe Testament voor het eigenlijke psalter. Het psalmboek zelf bevat nog meer dan 200 gehistorieerde initialen. Daarnaast bevat het handschrift de waarschijnlijk oudste versie van het Alexiuslied in het vernaculair. Het Alexiuslied is een van de eerste grote werken die geschreven werden in de Langues d'Oïl. Volgens Michel Zinc de specialist van de literatuur van de Franse Middeleeuwen, was er in dat taalgebied voordien nooit een zo groot werk, met een perfect uitgewerkte versvorm ontstaan. Daarnaast is het psalter ook bijzonder omwille van de historische context. Het is een van de weinige boeken uit die periode waarvan we van de opdrachtgever en de bestemmeling over een eigentijdse biografie beschikken.

## Codicologischebeschrijving

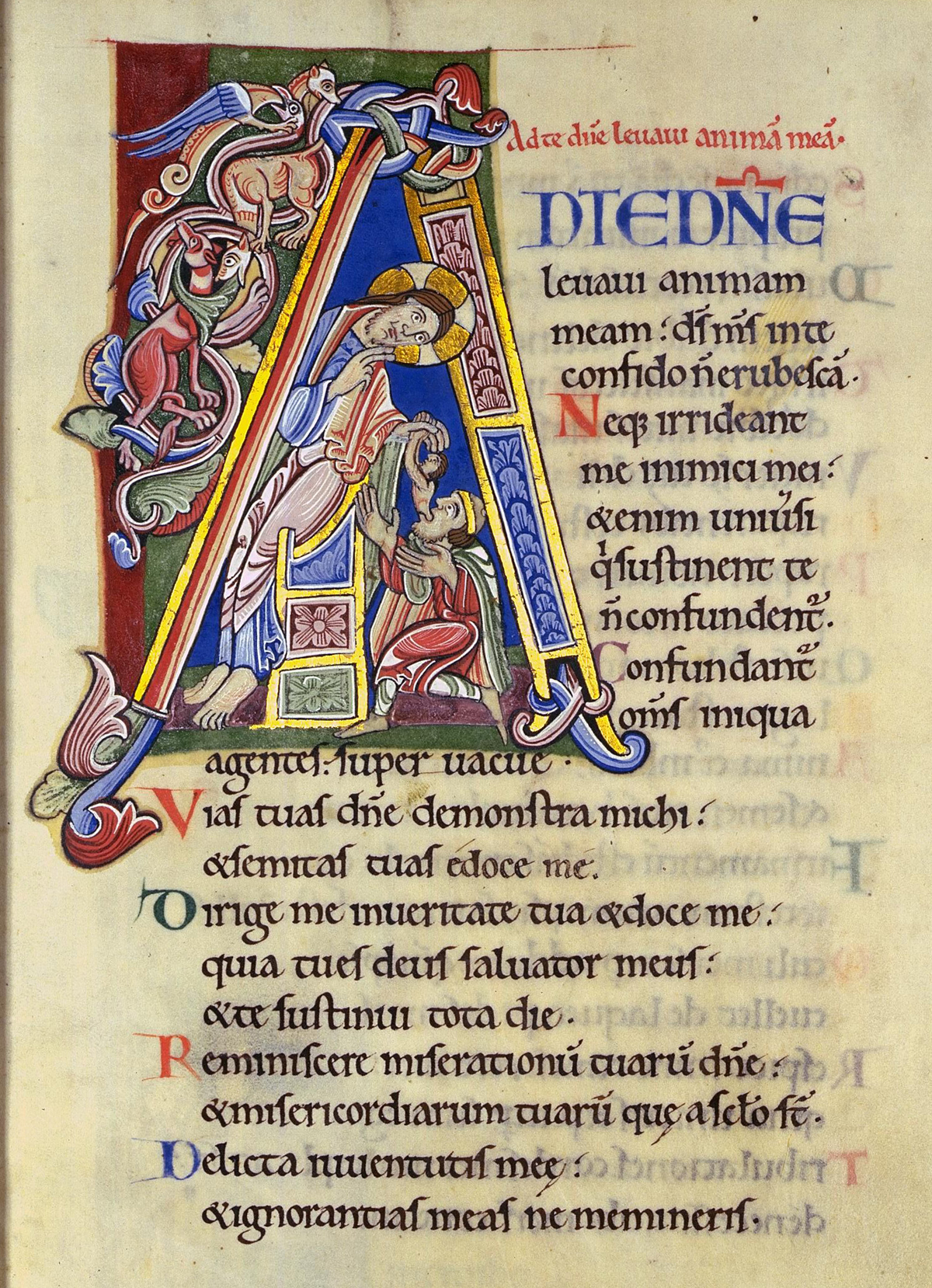
Psalm 24

Het handschrift is samengesteld uit 209 perkamenten folia gemaakt uit kalfshuid van zeer goede kwaliteit. De folia meten 27,6 bij 18,4 cm, maar ze zijn in de loop der tijden bijgesneden. Het boek bevat 24 katernen, waarvan 17 quinions (een katern bestaande uit vijf bifolia), 4 quaternions (een katern bestaande uit vier bifolia) en 3 bifolia. De bladen zijn bovenaan rechts op de recto zijde genummerd in Arabische cijfers. Deze nummering moet zijn aangebracht in de late negentiende of de vroege twintigste eeuw gezien de foto's uit 1886 van de bladzijden van het Alexiuslied ongenummerd zijn en Adolph Goldschmidt zijn eigen nummering gebruikte bij zijn eerste studie in 1898. De miniaturen zijn onderaan het blad apart genummerd.
Het boek heeft nog een middeleeuwse band in varkensleder over houten platten. De band is op verschillende plaatsen hersteld (binding van 1936). Het handschrift werd meerdere malen herbonden, de laatste inbinding dateert van 1936. Maar ook daarvoor werd het tweemaal heringebonden waarschijnlijk in de veertiende eeuw in Engeland en daarna nogmaals in de zeventiende of achttiende eeuw in Duitsland.

### Indeling
Het boek bestaat uit vijf grote delen:
| Deel | Katernen | Blz.                         | Inhoud  | Verluchting |
| ---- | -------- | ---------------------------- | ------- | --- |
| I.   | 1        | Kalender                     | 1-16    | 12 ronde vignetten met de werken van de maand en 12 dierenriemtekens                                                          |
| II.  | 2-4      | Illustraties Nieuw Testament | 17-56   | 40 volbladminiaturen |
| III. | 5        | Alexiuslied e.a.             | 57-72   | Een grote afbeelding van het leven van Alexius, drie volbladminiaturen en een grote beatus-initiaal als inleiding bij psalm 1 |
| IV.  | 6-22     | Psalmen en Litanie.          | 73-410  | 214 gehistorieerde initialen                                                                                                  |
| V.   | 23-24    | Diverse gebeden              | 410-418 | Miniatuur met de marteldood van Albanus en een met Koning David en zijn muzikanten                                            |

### Bladspiegel

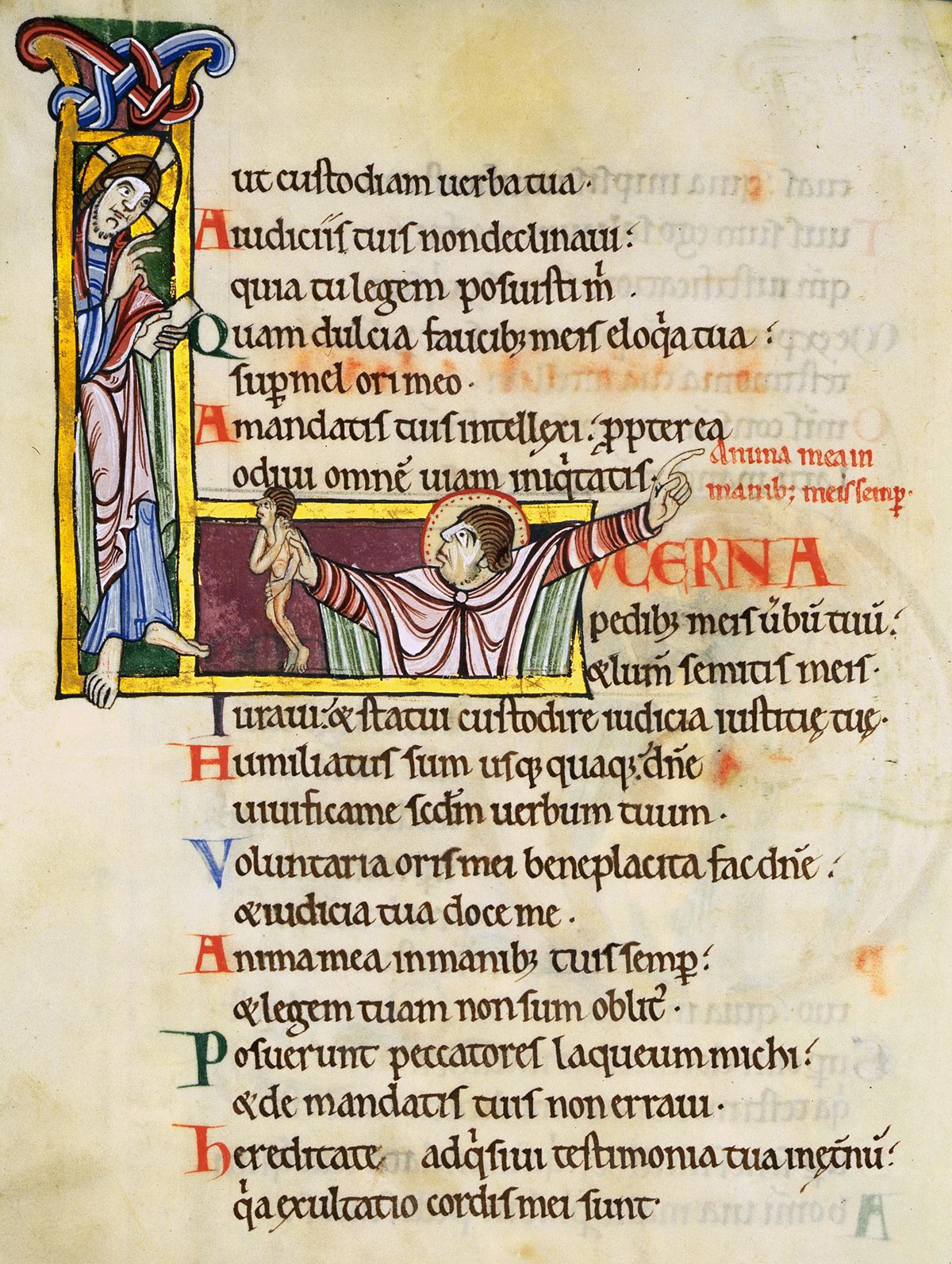
Psalm 118 voorbeeld van het script

De grootte van het tekstblok verschilt van onderdeel tot onderdeel:
- Kalender: 135 x 180 mm met 35 lijnen per blad
- Miniaturen cyclus: 141 x 181 mm
- Alexiuslied: ca. 144 x 211 à 220 mm variabel aantal lijnen per blad, gemiddeld 35
- Psalter: psalmen, kantieken en litanie
  - Beatus vir pagina: 133 x 191 mm
  - pp. 74 – 330: 108 x 180 met 22 lijnen per blad
  - pp. 331–410: afgelijnd in 2 kolommen van elk 59 x 204 mm met 25 lijnen per blad, maar alleen de litanie is in twee kolommen geschreven
- Diverse gebeden
  - pp. 411–414: 152 x 231

### Scribenten
De tekst is geschreven in het Latijn en in een lettertype dat typisch is voor St. Albans. Er zouden aan het handschrift vijf of zes verschillende scribenten gewerkt hebben waarvan een de kalender schreef, de tweede hand wordt gevonden in de psalmen en de gebeden en de derde in het katern met het Alexiuslied. De andere handen werden gevonden in obiits, en kleine aanpassingen. Drie van de vijf of zes scribenten kunnen geassocieerd worden met het scriptorium van St. Albans op basis van andere handschriften afkomstig van de abdij. De schrijver van de psalmen, het belangrijkste deel, kon niet worden teruggevonden in andere handschriften wat sommige onderzoekers liet veronderstellen dat dit gedeelte elders geschreven werd, maar ook hiervoor zijn er geen materiële bewijzen.
Peter Kidd onderscheidde acht scribenten die hij associeerde met de volgende onderdelen:
- Scribent 1: de kalender (eerder eind elfde eeuw dan begin twaalfde); misschien terug te vinden in de Retorica van Cicero van St. Albans, Londen, British Library, Harley MS 2624
- Scribent 2: de psalmen, litanie en gebeden); werk van deze scribent komt niet voor  in andere boeken van St. Albans
- Scribent 3: het Alexiuslied en de rest van het katern; sommige onderzoekers denken dat dit katern geschreven werd door abt Geoffrey
- Scribent 4: de toevoeging van de wijding van de priorij van Markyate aan de kalender; slechts 2 lijnen, een op 27 mei en een op 20 juli
- Scribent 5: de obiits: de scribent die de obiits toevoegde aan de kalender; dit zou de scribent zijn die in meerdere handschriften van St. Albans werd geïdentificeerd, hij was actief tussen 1130 en 1151.
- Scribent 6: het nieuwe beginfolium van de psalmen. Het buitenste bifolium van de psalmen is niet van dezelfde hand dan de rest van de psalmen, men gaat ervan uit dat het originele bifolium om een of andere reden werd vervangen.
- Scribent 7: de schrijver van de tekst bij de Christina initiaal
- Scribent 8: de corrector van de psalmen

Ondanks de verschillende handen die vastgesteld kunnen worden werd door alle scribenten eenzelfde lettertype gebruikt, een variant van de Karolingische minuskel. Ze gebruiken allemaal de dubbel gecompartimenteerde a, de hoge s, de rechte d (zoals onze huidige drukletter) en de lange g in de vorm van het cijfer 3 of gelijkaardig aan onze moderne g. De versalen (eerste letter van een vers) worden afwisselend in een rode en blauwe hoofdletter geschreven en elke psalm begint met een grote gehistorieerde initiaal.

## Herkomst

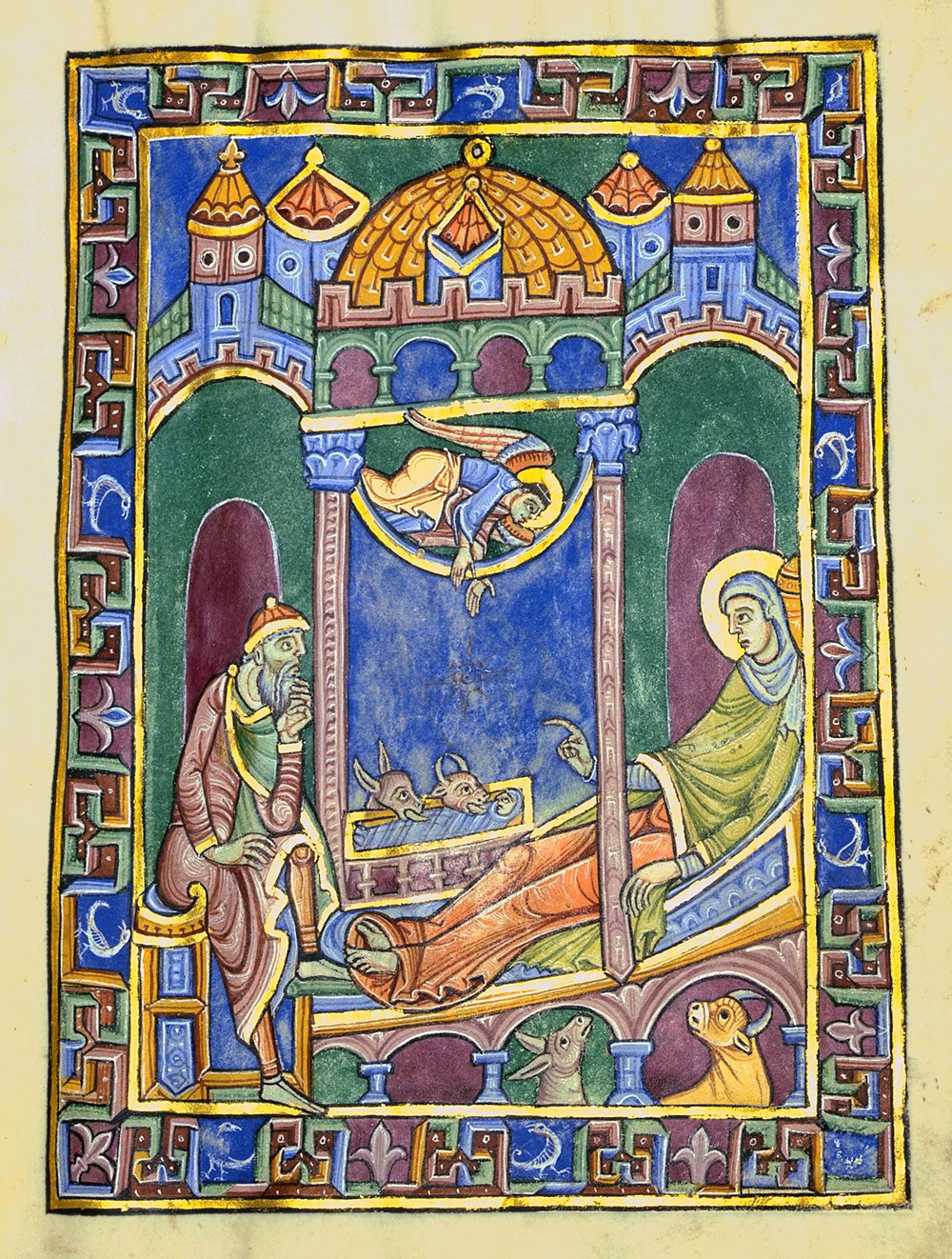
Geboorte van Christus

Het psalter is nu in het bezit van de parochiekerk van St. Godehard in Hildesheim, waar het terechtkwam toen het klooster van Lamspringe werd opgeheven in 1803. Het klooster van Lamspringe, oorspronkelijke een nonnenklooster, werd gesticht in 873 en kende een bewogen geschiedenis. In 1568 werd het door Julius van Brunswijk-Wolfenbüttel omgevormd tot een protestants damesstift. Tijdens de Dertigjarige Oorlog leed het gebouw enorme schade en in 1643 kwam het terug in het bezit van het Prinsbisdom Hildesheim. De bisschop stelde de gebouwen ter beschikking van benedictijner monniken die uit Engeland gevlucht waren omwille van de Engelse Burgeroorlog. Het waren waarschijnlijk deze vluchtelingen die het boek naar Duitsland brachten. Toen het klooster in 1803 werd gesloten werden de meeste boeken van de bibliotheek van Lamspringe overgebracht naar de bibliotheek van de kathedraal van Hildesheim en men heeft tot op heden niet kunnen nagaan hoe het psalter niet werd opgenomen in de bibliotheek van de kathedraal maar terechtkwam in St. Godehard in Hildesheim.
Dat het handschrift zich bevonden heeft in Lamspringe is duidelijk  uit notities op de schutbladen:  ‘L[iber] Monasterii Lambspring 1657’ en ‘Liber Monast[erii] Lam/spring O.S.B. Cong[regationis] Angl[icanae]’.
Uit de inhoud, de litanie en het schrift van onder meer het Alexiuslied dat overeenkomt met een handschrift dat met zekerheid aan de St. Albanusabdij kan worden toegeschreven (British Library, Egerton MS. 3721), kan men met vrij grote zekerheid afleiden dat het handschrift tot stand kwam in de abdij van Sint-Albanus. Een miniatuur bij het begin van psalm 105 en obiits (notities van overlijden) toegevoegd aan de kalender relateren het boek vrij duidelijk aan Christina de eerste priorin van Markyate, maar of het inderdaad specifiek voor haar gemaakt werd is ondertussen een punt van discussie
Het boek was tijdens de Engelse reformatie nog in Engeland omdat het woord "paus" of referentie naar de paus overal geschrapt werd zoals het door Hendrik VIII was bevolen met een bevelschrift van 9 juni 1535. Waar het tussen de dertiende eeuw en 1650 verbleef is onbekend, maar waarschijnlijk was het heel die tijd in de priorij van Markyate tot die eind 1536 of begin 1537 werd opgeheven.

## Datering
De datering van het werk wordt als vrij cruciaal beschouwd door de historici omdat het werk zoveel primeurs bevat: het eerste narratieve beeldverhaal, verschillende motieven voor afbeeldingen die voor het eerst gebruikt worden, het eerste literaire werk in het Frans etc., maar hoewel de kunsthistorici het erover eens zijn dat het handschrift moet gedateerd worden tijdens het abbatiaat van  Geoffrey de Gorron (1119-1146) wordt over een preciezere datering nog steeds gediscussieerd. Tot 1960 werd het psalter gedateerd tussen 1119 en 1146, de periode dat Geoffrey abt was. In 1960 stelden Dodwell, Pächt en Wormald 1123 als datum voor, zich baserend op de dood van de heremiet Roger (zie sectie "Bestemmeling") in 1121-1122. Rodney Thomson breidde dit uit tot 1120-1130. Holdsworth stelde een datum tussen 1140 en 1146 voorop en Talbot hield het bij 1145. In de jaren 1990 en 2000 verschoof de consensus meer naar data in de jaren 1130.
Bij al deze dateringen ging men ervan uit dat het psalter, op uitzondering van de obiits en enkele kleine aanpassingen aan de kalender, als een geheel werd gemaakt. Recent onderzoek lanceerde de hypothese dat de individuele componenten van het psalter gemaakt werden in de jaren 1120, misschien begin 1130 maar dat het manuscript in zijn huidige vorm pas tot stand kwam in de jaren 1150 of later.

## Opdrachtgever
De onderzoekers zijn het eens om abt Geoffrey van Gorron aan te wijzen als de opdrachtgever van het psalter. Men weet vrij veel over deze man die abt was van de St. Albanusabdij tussen 1119 en 1146 dankzij de Gesta Abbatum Monasterii Sancti Albani (de handelingen van de abten van St. Albanus). Zo weten we dat Geoffrey afkomstig was van Gorron in de Mayenne toen deel van het hertogdom Normandië. Hij was een seculiere klerk en reisde naar de abdij van St. Albanus om er een taak als scholaster op te nemen, maar hij kwam aan met vertraging zodat de plaats intussen was ingenomen door een andere leraar  en hij zich in Dunstable vestigde. Bij de organisatie van een mirakelspel over de heilige Catharina ging koorkleding die hij geleend had van de abdij in de vlammen op. Om de abdij schadeloos te stellen trad hij in als monnik. Enkele jaren later in 1119 werd hij tot abt gekozen, daarvoor was hij al prior geweest. Volgens de Gesta betaalde hij tweemaal de heropbouw van de priorij van Christina van Markyate.

## Bestemmeling

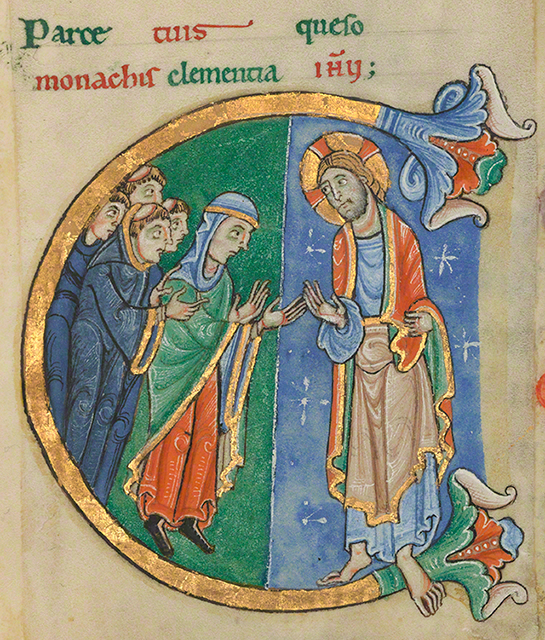
Miniatuur bij psalm 105 soms de Christina-initiaal genoemd

Veel historici zijn het er over eens dat Christina van Markyate de bestemmelinge was van het boek of dat het alleszins met haar te maken had. Haar als eigenares bestempelen ligt moeilijker omwille van haar status als religieuze onder de regel van Sint Benedictus, die duidelijk stipuleerde dat religieuzen niets persoonlijk mochten bezitten, ook geen boeken. Maar bepaalde delen van het manuscript zijn duidelijk in functie van haar of voor haar gemaakt. Beelden en gebeden in het psalter kunnen geïnterpreteerd worden als allusies op de visioenen die ze zou gehad hebben maar het blijft tot op heden  een open vraag of dit kostbare luxueuze manuscript inderdaad voor haar gemaakt werd of voor een ander persoon in de abdij. Recent onderzoek suggereerde dat abt Geoffrey misschien een meer voor de hand liggende bestemmeling zou kunnen zijn. Andere moderne onderzoekers gaan tegen de gangbare opinies in en stellen kortweg dat de relatie van het psalter met Christina van Markyate moet afgedaan worden als een moderne legende.

### Vita van Christina van Markyate
Uit een hagiografie geschreven door een anonieme monnik van St. Albans tussen 1151 en 1167, hebben we een idee van het leven van Christina, hoewel waarschijnlijk geïdealiseerd. Ze werd geboren op het einde van de elfde eeuw in Huntington op de zesde november en haar ouders gaven haar bij het doopsel de naam Theodora. Als ze veertien of vijftien jaar oud de abdij van Sint-Albanus bezoekt is ze zo onder de indruk dat ze besluit haar leven te wijden aan God en haar maagdelijkheid te bewaren. Ze wordt door haar ouders uitgehuwelijkt maar verandert haar naam in Christina en loopt weg bij haar man, daarbij geholpen door een kluizenaar Edwin. Die verbergt haar bij een kluizenares Alfwen. Na twee jaar trekt ze in bij een andere heremiet, Roger, een monnik van St. Albanus die zich had teruggetrokken in een kluis in Markyate. De echtgenoot die haar was opgedrongen, Burthred, ontslaat haar van haar huwelijksbelofte en het nooit geconsummeerd huwelijk werd ontbonden door Thurstan van Bayeux, de aartsbisschop van York. Roger stierf in 1121 of 1122 en een paar jaar later vestigde ze zich als kluizenares in Markyate. Weer enkele jaren later, omstreeks 1130, ontmoet ze Geoffrey, de abt van Sint-Albanus. Tussen Christina en Geoffrey ontstaat een warme vriendschap maar het is niet de relatie van de mannelijke religieus die spirituele leiding geeft aan de vrouw die zich teruggetrokken heeft uit de wereld, maar eerder het omgekeerde: het zou Christina geweest zijn die fungeerde als raadgeefster voor de abt. Doordat een deel van het enige bekende manuscript over het leven van Christina verloren ging bij een brand, stopt het verhaal zeer abrupt in het midden van een woord. De laatste referentie in de tekst is naar het jaar 1139. De laatste jaren van Christina's leven zijn dus niet beschreven in de tekst.
Op 21 september van 1130 of 1131 legt ze haar religieuze geloften af in aanwezigheid van Alexander de bisschop van Lincoln. In 1145 staan de kanunniken van St Paul's Cathedral Markyate af voor de vestiging van een priorij voor nonnen, waarvan Christina de eerste priores werd. Volgens documenten van de abdij zou Christina  in 1155 nog in leven geweest zijn.

### De Christina initiaal
Verschillende van de toewijzingen van Christina als bestemmelinge van het boek zijn gebaseerd op de zogenoemde 'Christina initiaal'. Dit is de begininitiaal van psalm 105 op pagina 285 (zie afbeelding hierbij) en uiteraard een letter C. In de letter zien we rechts een afbeelding van Christus in een sterrenhemel en rechts een vrouw met achter haar vier monniken. Christus en de vrouw lijken elkaar de hand te willen geven. Goldschmidt was in 1895 de eerste om de vrouw te identificeren als Christina die bij Christus ten beste sprak voor de abt en monniken van St. Albans, these die ondersteunt werd door de tekst boven de initiaal Sedertdien hebben de meeste onderzoekers deze these geaccepteerd.
De initiaal springt in het oog om verschillende redenen: ze werd geschilderd op een apart stuk perkament dat later in het handschrift werd gekleefd, ze is geschilderd door een miniaturist waarvan verder geen werk in het psalter voorkomt en de tekst boven de initiaal werd geschreven door een scribent die verder niet aan het handschrift meewerkte. Over deze in initiaal is zeer veel geschreven en zijn allerhande theorieën voorgesteld maar tot op heden konden de kunsthistorici hierover geen eensgezindheid bereiken. Modern onderzoek heeft wel aangetoond dat een vorige initiaal werd weggeschraapt.
Deze initiaal wordt door veel onderzoekers gezien als een bewijs dat het psalter op een of andere manier geassocieerd was met Christina van Markyate.

## Inhoud

### De kalender
Elke pagina van de kalender is geïllustreerd met in het midden van het blad het teken van de dierenriem, waarbij gekozen werd voor de cyclus die januari verbindt aan aquarius. Daarnaast is er op elke bladzijde, bovenaan in een vignet, een vrij rudimentaire weergave van de werken van de maand of een tekening geassocieerd met de maand. Voor januari is dit bijvoorbeeld een afbeelding van de Romeinse godheid Janus. De werken van de maand worden niet als reëel tafereel afgebeeld, maar door een zittende figuur die een symbool toont dat met de werken van de maand kan geassocieerd worden, bijvoorbeeld een druiventros voor september.
- p. 2 Tabellen in verband met de bepaling van de dag en de maanfases
- pp. 3–14 De eigenlijke eeuwigdurende kalender met één blad per maand. Bovenaan de bladzijde worden de naam van de maand, het aantal dagen en het aantal dagen in de lunaire maand gegeven. Er staat ook voor elke maand een kort vers uit een gedicht van Beda Venerabilis[35] uit het begin van de 8e eeuw. Deze versjes laten toe de “slechte” dagen of dies aegyptiacae van de maand af te leiden. De eerst genoemde dag telt men vanaf het begin van de maand, de tweede vanaf het einde van de maand. Elke pagina heeft verder zes kolommen met de numerus aureus (1), de zondagsletter (2), het nummer (3) en type (4) van de dag uitgedrukt volgens het Romeinse systeem met kalenden, nonen en iden. De vijfde kolom bevat de heilige die op die dag herdacht wordt of het vaste feest dat die dag gevierd wordt. De zesde kolom werd gebruikt om informatie te geven over de variabele feestdagen zoals Pasen en Pinksteren. Maar ook de Egyptische dagen worden in deze kolom genoteerd samen met andere informatie zoals de equinoxen, de zonnewendes, en het begin van de seizoenen.
- p. 15 berekeningstabel voor het vaststellen van de paasdatum

### Cyclus met afbeeldingen uit de Bijbel

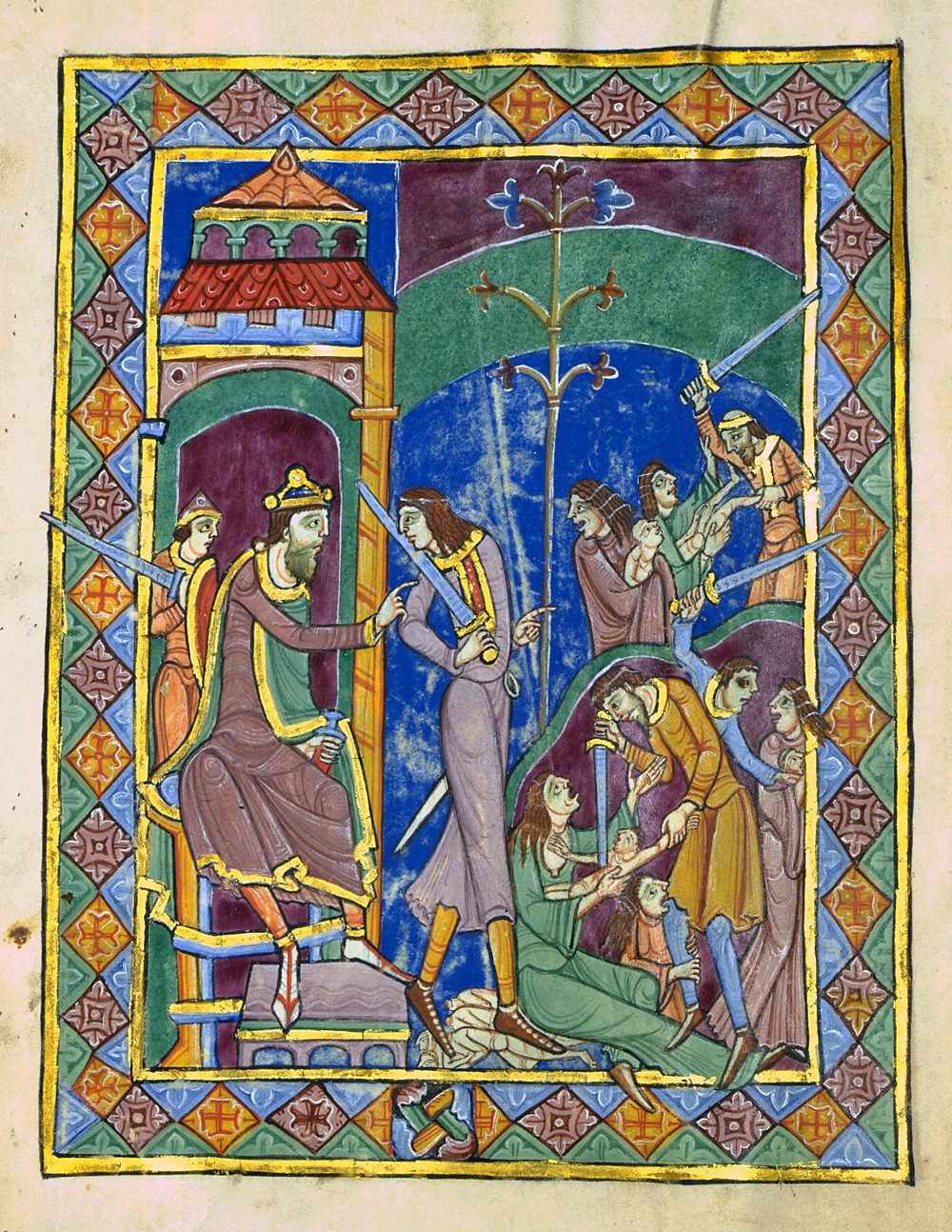
Moord op de onnozele kinderen

Het psalter begint met een cyclus met afbeeldingen uit het leven van Christus en enkele afbeeldingen uit het Oude Testament. Het is de eerste Engelse cyclus bestaande uit geschilderde volbladminiaturen die de Bijbel als beeldverhaal vertellen, op de Tiberius psalter van het midden van de elfde  eeuw na, maar daar zijn de miniaturen gekleurde pentekeningen.
Een serie qua onderwerp vergelijkbare geschilderde miniaturen maar, in Anglo-Saksische stijl, kan men terugvinden in het St. Æthelwold Benedictionale (British Library Add MS 49598) uit de tiende eeuw, maar dit is niet echt een cyclus, de miniaturen horen telkens bij een tekst die ze illustreren. De iconografie van de miniaturen in de St. Albans psalter is verwant met de cyclus die men kon vinden in de iets latere Eadwine psalter, maar die nu als aparte bladen bewaard worden in Londen en New York: New York, Pierpont Morgan Library, M. 724; Londen, British Library, Add. 37472; New York, Pierpont Morgan Library, M. 521; en Londen, Victoria and Albert Museum, 661. De cyclus is waarschijnlijk gebaseerd op Ottoonse voorbeelden. De beeldencyclus was bedoeld als hulp bij de meditatie over het leven en lijden van Christus zoals die toen gepropageerd werd door onder meer de heilige Anselmus in zijn 'Gebeden en meditaties'.
De volgende taferelen worden afgebeeld in een volbladminiatuur:
- p. 17 De zondeval (Genesis 3:1-6)
- p. 18 De uitdrijving uit het aardse paradijs (Genesis 3:21-24)
- p. 19 De Annunciatie (Lucas 1:28-35)
- p. 20 De Visitatie (Lucas 1:39-56)
- p. 21 De geboorte van Christus (Lucas 2:7)
- p. 22 De boodschap aan de herders (Lucas 2:8-14)
- p. 23 De drie wijzen bij Herodes (Mattheus 2:1-6)
- p. 24 De drie wijzen op weg naar Bethlehem (Mattheus 2:9)
- p. 25 De aanbidding der wijzen (Mattheus 2:11)
- p. 26 De wijzen gewaarschuwd voor Herodes in een droom (Mattheus 2:12)
- p. 27 De terugreis van de wijzen (Mattheus 2:12)
- p. 28 De presentatie in de tempel (Lucas 2:22-28)
- p. 29 De vlucht naar Egypte (Mattheus 2:14)
- p. 30 De moord op de onnozele kinderen (Mattheus 2:16-18)
- p. 31 De terugkeer van Egypte (Mattheus 2:20-21)
- p. 32 Het doopsel van Christus (Mattheus 3:13-17; Marcus 1:9-11; Lucas 3:22)
- p. 33 De eerste bekoring van Christus (Mattheus 4:3-4; Lucas 4:3-4)
- p. 34 De tweede bekoring van Christus (Mattheus 4:5-7; Lucas 4:5-8)
- p. 35 De derde bekoring van Christus (Mattheus 4:8-12; Lucas 4:9-12)
- p. 36 Christus in het huis van Simon de farizeeër (Lucas 7:36-50)
- p. 37 De intocht in Jeruzalem (Lucas 19:35-36; Johannes 12:13)
- p. 38 De voetwassing (Johannes 13:4-9)
- p. 39 Christus in de Hof van Olijven (Mattheus 26:36-40; Marcus 14:32-34); Lucas(22:39-45)
- p. 40 Christus wekt de slapende apostelen (Mattheus 26:40-45; Marcus 14:37-42); Lucas(22:45-46)
- p. 41 Het laatste avondmaal (Johannes 13:21-27)
- p. 42 De gevangenneming van Christus (Mattheus 26:47-52; Marcus 14:43-48); Lucas(22:47-52; Johannes 18:1-10)
- p. 43 De bespotting van Christus (Marcus 14:65); Lucas(22:64; Marcus 15:17-20 Johannes 19:2)
- p. 44 De geseling van Christus (Lucas 23:16; Johannes 19:1)
- p. 45 Pilatus wast zijn handen in onschuld (Mattheus 27:24-25)
- p. 46 De kruisdraging (Mattheus 27:31; Johannes 19:17
- p. 47 De kruisafname (Mattheus 27:57-59; Marcus 15:43-46; Lucas 23:50-53)
- p. 48 De graflegging (Mattheus 27:59-60; Marcus 15:46; Lucas 23:53; Johannes 19:38-40)
- p. 49 De nederdaling ter helle (Apocrief evangelie van Nicodemus)
- p. 50 De vrouwen aan het graf van Christus (Mattheus 28:1-7; Marcus 16:1-7; Lucas 24:1-10)
- p. 51 Maria Magdalena geeft het relaas van de verrijzenis aan de apostelen (Marcus 16:9-10; Johannes 20:18)
- p. 52 De ongelovige Thomas (Marcus 16:14; Lucas 24:33-43; Johannes 20:24-28)
- p. 53 Sint Maarten deelt zijn mantel. De aanwezigheid van deze miniatuur midden in de passiecyclus is moeilijk te verklaren.
- p. 54 De hemelvaart van Christus (Marcus 16:19; Lucas 24:50; Handelingen 1:9-11)
- p. 55 Pinksteren (Handelingen 2:1-3)
- p. 56 Koning David musicerend zou een verwijzing zijn naar het laatste oordeel[38]

### Alexius-katern
Het Alexius verhaal werd lange tijd gezien als een parallel met het leven van Christina omdat Alexius zoals Christina van het huwelijksleven afziet en zijn bruid verlaat op de huwelijksnacht om als heremiet te gaan leven. De cultus van Alexis is gedurende een korte tijd gevierd geweest in de abdij van St. Albans, er werd tussen 1099 en 1119 onder abt Richard een kapel en een altaar voor Alexius opgericht, maar afgezien van St. Albans was de cultus van Alexis zeldzaam in Engeland. Als men het verhaal in detail gaat bekijken zijn er grote verschillen tussen het Alexiusverhaal en het leven van Christina. Recent onderzoek gaat er dan ook van uit dat het Alexius-katern en het verhaal meer duiden op de zuivere spirituele relatie tussen abt Geoffrey en priores Christina en dat Geoffrey waarschijnlijk de eerste eigenaar was, maar de onderzoekers die Christina als model voor het Alexis-katern vooropzetten dragen evengoed waardevolle argumenten aan die hun these ondersteunen. Naast het Alexiuslied bevat dit katern nog een brief van Gregorius de Grote, de Emmaüsminiaturen, een tekst over het "Spirituele gevecht" en een grote beatus-initiaal.
- p. 57 De episode uit het leven van Alexius waarin hij zijn vrouw verlaat en naar Edessa vertrekt wordt samengevat in een halfbladminiatuur, waarna het levensverhaal begint met een proloog in proza.[43]
- pp. 58–68 Het Alexiuslied geschreven in de Langue d'Oïl. Het is een van de vroegste teksten in het vernaculair.
- p. 68 Einde van het Alexiuslied en kopie van een brief van Gregorius de Grote. In de hoofding wordt gezegd dat de brief gericht was aan een kluizenaar Secundius, maar eigenlijk gaat het over een brief van Gregorius aan Serenus bisschop van Marseille. De brief werd eerst in het Latijn en daarna in een Franse vertaling genoteerd. Hij handelt over het gebruik van afbeeldingen in kerken, waarbij Gregorius stelde dat de afbeeldingen nuttig waren als tekst voor de 'idiotae' (de ongeletterden), wat in de versie in dit handschrift werd afgezwakt tot 'ignotis'.[44]
- pp. 69–71 De Emmaüsminiaturen.[45] Het katern werd afgesloten met drie volbladminiaturen die het verhaal van de Emmaüsgangers voorstellen (Lucas 24:13-35). Lange tijd werd aangenomen dat de tekst en de afbeeldingen op deze miniaturen waren afgeleid van mirakelspelen, meer specifiek van pelgrimsspelen maar Peter Kidd ziet het gewoon als een uitbeelding van het verhaal in het evangelie.[46] Op pagina 71 en 72
- pp. 72 Incipit pagina voor het psalter met een grote gehistorieerde initiaal B en de rest van de tekst 'beatus vir' in kleinere versierde initialen. De Beatus-initiaal was bedoeld als illustratie bij het begin van psalmteksten. Op de onderkant van de bladzijde wordt uitleg gegeven over de afbeelding van David in de B-initiaal. Deze tekst wordt ingeleid door de tekst van het spirituele gevecht" die begint op pagina 71 naast de laatste Emmaüsminiatuur en voortgaat op pagina 72 naast de beatus initiaal.[47] Het thema wordt geïllustreerd door de vechtende ridders boven de initiaal op p. 72. Deze tekst wordt door sommigen geïnterpreteerd als een verweer tegen de roddel over de spirituele relatie tussen Geoffrey en Christina die niet door iedereen als spiritueel werd gezien.[48]

### Het psalter

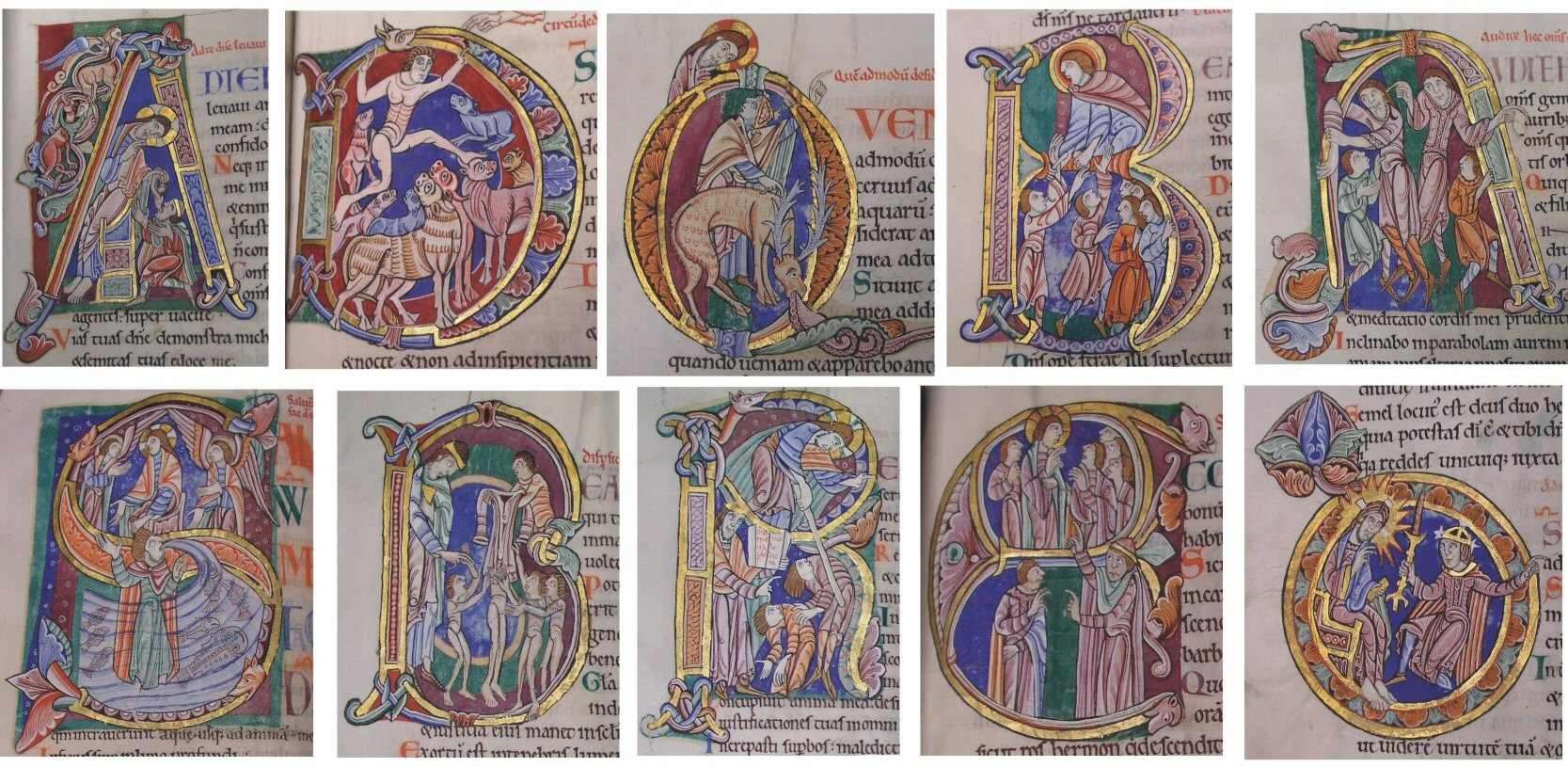
Gehistorieerde initialen uit het psalter

Het belangrijkste deel van het boek is het psalter (pp. 73–371), gevolgd door de litanie en diverse andere gebeden. Het psalter is van het Gallicaanse type. De psalmen volgen elkaar op in numerieke orde, het is dus een Psalterium non feriatum, niet gerangschikt naar het dagelijks gebruik in het getijdengebed en bijgevolg geen psalter dat bij het koorgebed werd gebruikt. De psalmen werden zowel in de kloosters als door de seculiere geestelijkheid wekelijks gereciteerd. Benedictus verdeelde de psalmen in groepen die dagelijks moesten gebeden worden, de zogenaamde monastieke indeling. De seculiere geestelijkheid hanteerde een andere indeling de zogenaamde achtvoudige verdeling, naar de zeven beginpsalmen voor de metten van zondag tot zaterdag (1, 26, 38, 52, 68, 80 en 97) en de beginpsalm bij de vespers op zondag (psalm 109). In Duitsland, Vlaanderen en Engeland was ook een drievoudige verdeling (1-50, 51-100 en 101-150) gebruikelijk. De combinatie van beide systemen leidde tot een 10-voudige verdeling (1, 26, 38, 51, 52, 68, 80, 97, 101, 109) die gebruikt werd in het Albans psalter. Deze onderverdeling is te herkennen aan het feit dat voor de begininitiaal van deze psalmen veel meer ruimte werd gereserveerd. Waar meestal een ruimte van 10 à 13 lijnen hoog en de helft van het tekstblok breed werd voorzien, kregen de beginpsalmen van de tienvoudige verdeling een halve bladzijde toegewezen. Vrij uniek voor een verlucht psalter is dat de begininitiaal van elke psalm verlucht werd en dan nog met grote gehistorieerde initialen die een kwart bladzijde beslaan.
De psalmen worden gevolgd door een aantal kantieken die men ook in andere psalters terugvindt:

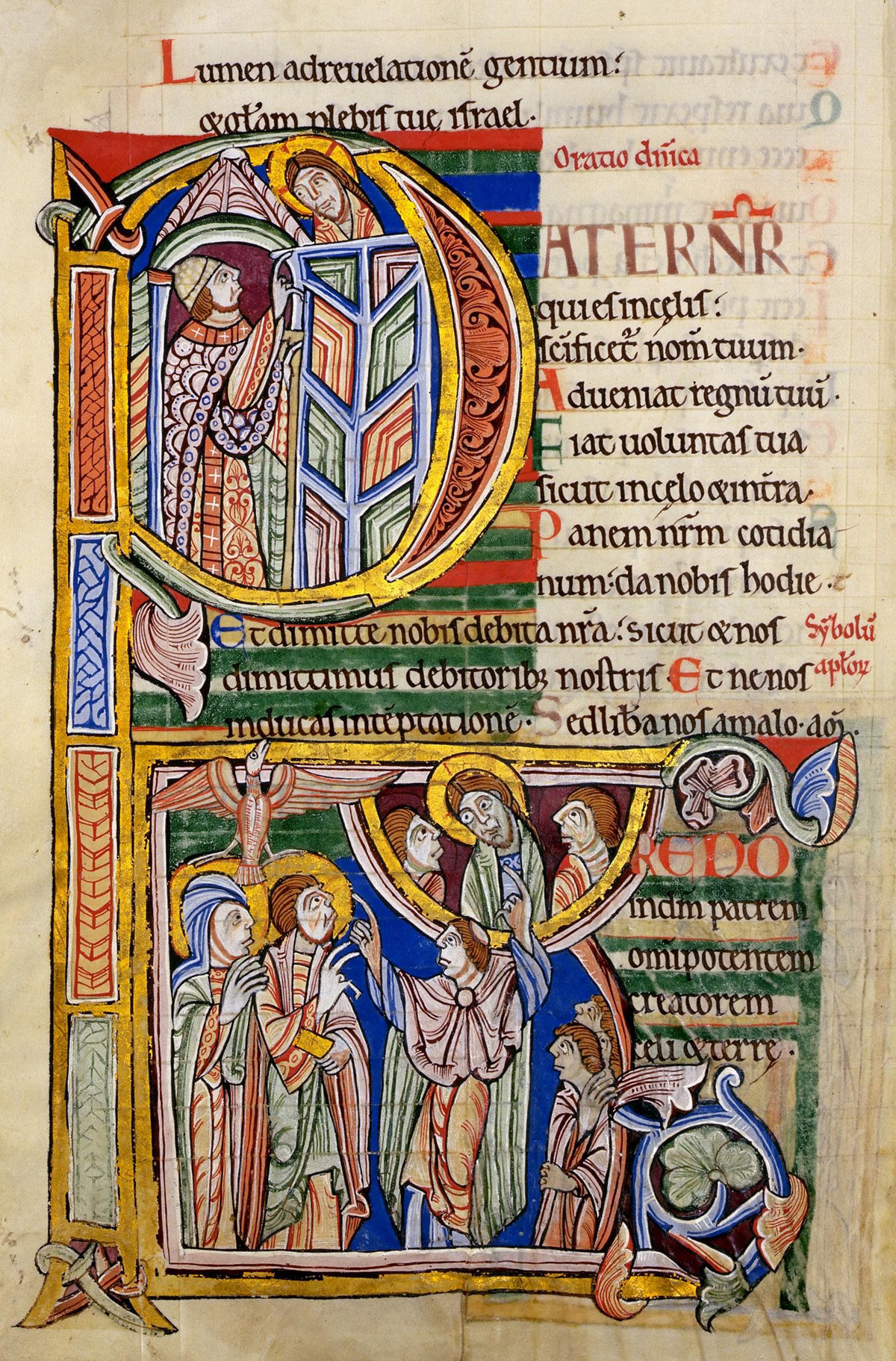
Beginletters van het Pater Noster en Credo

- pp. 272–273: Kantiek van Jesaja, Jesaja 12:1-6 Confitebor tibi domine qui iratus es …
- pp. 373–375: Kantiek van Hizkia (Ezechias), Jesaja 38:10-12: Ego dixi in dimidio …
- pp. 375–376: Kantiek van Hanna, 1 Samuel 2:1-10: Exultavit cor meum in domino et exaltatum
- pp. 377–379: Kantiek van Mozes, Exodus 15:1-13,17-20: Cantemus domino gloriose
- pp. 379–382: Kantiek van Habakuk, Habakuk 3:2-19 Domine audivi
- pp. 383–389: Kantiek van Mozes, Deuteronomium 32:1-44: Audite celi quae loquor…
- pp. 389–391: Te Deum laudamus
- pp. 391–393: Kantiek van de drie Hebreeuwen in de oven, Daniel 3:57-88: Benedicite omnia opera
- pp. 393–394: Kantiek van Zacharias, Lucas 1:68-79: Benedictus dominus deus Israel
- pp. 394–395: Kantiek van de maagd Maria, Lucas 1:46-55: Magnificat
- pp. 395–396: Kantiek van Simeon, Lucas 2:29-32: Nunc dimittis
- pp. 396: het Onzevader: Mattheus 6:9-15 en Lucas 11:2-4: Pater noster
- pp. 396–397: Apostolische geloofsbelijdenis: Credo in deum patrem omnipotentem
- pp. 397–398: Gloria in excelsis Deo, Lucas 2:14
- pp. 398–399: Geloofsbelijdenis van Nicea: Credo in unum deum patrem omnipotentem
- pp. 399–403: Geloofsbelijdenis van Athanasius: Quicumque vult

Ook de beginletters van de kantieken zijn uitgewerkt tot grote gehistorieerde initialen die het verhaal van de kantiek uitbeelden.
De litanie (pp. 403–411) die op de kantieken volgt begint met een miniatuur van een halve bladzijde groot.
Na de litanie volgen nog een aantal slotgebeden (collecta's) (pp. 411–414) die ook telkens van een grote gehistorieerde initiaal zijn voorzien.  Na bladzijde 414 ontbreekt een folium dat nu bewaard wordt in Keulen en dat ook op recto en verso collecta's bevat.

### Katern 24
Katern 24 bestaat uit een bifolium met op de binnenzijde twee volbladminiaturen tegenover elkaar. De eerste stelt de marteldood van de heilige Albanus voor, de andere koning David met zijn muzikanten. De meeste kunsthistorici zijn het er vandaag over eens dat deze miniaturen niet thuishoren op de plaats waar ze zich nu bevinden, maar dat ze waarschijnlijk bedoeld waren om het psalter te openen. Later werden ze naar achter verplaatst toen het Alexiuskatern aan het boek werd toegevoegd.

## De miniaturisten
Ook over de miniaturisten die aan het handschrift zouden hebben gewerkt is zeer veel gepubliceerd en zijn de kunsthistorici het nog steeds niet eens. Hierbij een (onvolledig) overzicht van de verschillende opinies.
- In zijn  studie van 1895 publiceerde Goldschmidt dat volgens hem de miniaturencyclus, het Alexiskatern en de initiaal bij psalm 105 het werk waren van één kunstenaar en dat deze onderdelen waren toegevoegd aan een bestaand manuscript met de kalender en de psalmen verlucht door een andere miniaturist.[57]
- In 1953 was Thomas Boase van oordeel dat één kunstenaar de miniaturen maakte en een andere artiest verantwoordelijk was voor de initialen van de psalmen en de diptiek in het laatste katern.[57][58]
- Margaret Rickert dacht aan drie miniaturisten. Een ervan was verantwoordelijk voor het volledige Alexiskatern en de tweede maakte volgens haar de kalenderminiaturen en de initialen van de psalmen. De miniaturencyclus zou dan van een derde artiest zijn met en totaal verschillende stijl.[57][59]
- Otto Pächt stelde in 1960 dat de miniaturencyclus, de miniaturen in het Alexiskatern en het ontwerp van de meeste initialen in het psalter van de hand waren van één meester die hij bedacht met de naam van Alexius meester.[57][60]
- In dezelfde publicatie van 1960 verdedigde Dodwell zijn these, dat de psalminitialen konden toegewezen worden aan vier handen. De Alexis meester was volgens hem verantwoordelijk voor de Beatus-initiaal in het Alexiskatern, een tweede hand kon  toegewezen worden aan de Christina-initiaal, een derde artiest schilderde een aantal psalminitialen, de volbladminiaturen in het laatste katern en de afbeeldingen in de kalender. Een vierde kunstenaar zou dan verantwoordelijk geweest zijn voor de overige psalminitialen.[57][61]
- Kristine Haney besteedde in 1995 veel aandacht aan de vergelijking van de verluchting in het psalter met de verluchting in andere St. Albans manuscripten, onder meer het Prudentius manuscript.[62] Zij komt in deze studie tot de conclusie dat zowel de Alexis meester als de miniaturisten verantwoordelijk voor de rest van het manuscript, teruggingen op eerdere voorbeelden uit het scriptorium van St. Albans zoals het Prudentius manuscript en de Priscianus van Leiden (Universiteitsbibliotheek MS B.P.L. 114B).[63] In haar studie van het manuscript gepubliceerd in 2002 komt zij tot de conclusie dat het manuscript bestaat uit vier delen die apart van elkaar ontstonden.[64] Het ontwerp van het gedeelte met de psalmen had volgens haar niets te maken met Christina van Markyate maar was waarschijnlijk een kopie van een model ontstaan in Canterbury.[65] De opdrachtgever was bijna zeker abt Geoffrey, maar of de kopie voor Christina werd gemaakt of gewoon hier en daar werd aangepast om door haar gebruikt te worden blijft volgens Haney onduidelijk.
- Jane Geddes vindt in de keuze en uitwerking van de afbeeldingen dan weer vele getuigenissen van het feit dat het psalter in de loop van het productieproces aangepast werd voor een vrouw en meer specifiek voor Christina.[66] Ook Geddes ziet twee handen in de psalminitialen maar doet toewijzingen die verschillend zijn van Dodwell.
- In de studie die Peter Kidd maakte ter gelegenheid van de uitgave van een facsimile onderscheidde hij de volgende artiesten:[67]
  - De Alexis meesterde kunstenaar die instond voor de verluchting van het Alexiuskatern met de Alexius-miniatuur, de Emmaüsminiaturen en de beatus-initiaal. Stijlverschillen in deze beelden schrijft hij toe aan het verschil in type van werk enerzijds een gekleurde pentekening en anderzijds een volledig uitgewerkte miniatuur geschilderd in tempera en hij suggereert bovendien dat de stijlverschillen kunnen bepaald zijn door aanzienlijke verschillen in realisatiedata, waartussen misschien meer dan een decade lag.
Miniaturencyclusondanks de stijlverschillen tussen deze afbeeldingen van het Nieuwe en het Oude Testament, wil hij zich aansluiten bij de gangbare opinie dat deze miniaturen ook het werk zijn van de Alexis meester. Ook hier wijt hij de stijlverschillen aan de evolutie van de meester in de tijd.
De Kalender Artiestin tegenstelling tot Dodwell, Haney en Geddes denkt Kidd dat er drie kunstenaars meewerkten aan de psalminitialen. De eerste, die hij de kalender artiest noemt, is volgens hem de echte kunstenaar die verantwoordelijk was voor het ontwerpen van de psalminitialen in pentekeningen in bruine inkt. De twee andere, schilders noemt hij ze, schilderden de miniaturen daarbij niet altijd nauwgezet het originele ontwerp respecterend. Ze lieten ook in meer of mindere mate gedeeltes van de originele tekening onaangeroerd. Kidd is dus van mening dat het ontwerp van de psalminitialen niet het werk was van de Alexis meester maar van de kunstenaar die de kalenderversieringen voor zijn rekening nam.
Albanus en Davidde twee miniaturen in het laatste katern zouden eveneens geschilderd zijn door een van de schilders van de psalminitialen over een ontwerp van de kalender artiest.
Catharina-initiaaldeze initiaal geschilderd op een ingekleefd stuk perkament na het wegschrapen van de originele initiaal is volgens Kidd het werk van een andere kunstenaar die bij de rest van de verluchting niet betrokken was.